# Terry Neill
Terry Neill (Belfast, 1942. május 8. – 2022. július 28.) válogatott északír labdarúgó, hátvéd, edző.

## Pályafutása

### Klubcsapatban
A Bangor korosztályos csapatában kezdte a labdarúgást, majd 1959–60-ban az angol Arsenalban folytatta. 1960 és 1970 között az Arsenal, 1970 és 1973 között a Hull City labdarúgója volt.

### A válogatottban
1961 és 1973 között 59 alkalommal szerepelt az északír válogatottban és két gólt szerzett.

### Edzőként
1970 és 1974 között a Hull City csapatánál kezdte edzői pályafutását. 1971 és 1975 között az északír válogatott szövetségi kapitánya is volt ezzel egy időben. 1974 és 1976 között a Tottenham Hotspur, 1976 és 1983 között az Arsenal vezetőedzője volt. Az Arsenallal egy angolkupa-győzelmet ért el és két alkalommal volt döntős csapattal. Az 1979–80-as idényben KEK-döntős volt az együttessel.

## Sikerei, díjai

### Edzőként
Arsenal
- Angol labdarúgókupa (FA Cup)
  - győztes: 1979
  - döntős (2): 1978, 1980
- Kupagyőztesek Európa-kupája (KEK)
  - döntős: 1979–80